# Ron Eldard
Ron Eldard, właśc. Ronald Jason Eldard (ur. 20 lutego 1965 na Long Island, w stanie Nowy Jork) – amerykański aktor filmowy, telewizyjny i teatralny.

## Życiorys

### Wczesne lata
Jest szóstym z siedmiorga dzieci. Kiedy jego matka zmarła, w rezultacie on i jego rodzeństwo mieszkali w rozmaitych rodzinach. Ukończył prestiżową New York High School for the Performing Arts w Nowym Jorku. Odniósł sukces jako bokser zdobywając Złote Rękawice, trenował także jiu-jitsu.

### Kariera
Na ekranie zagrał po raz pierwszy w kinowej niezależnej komedii Prawdziwa miłość (True Love, 1989) u boku Annabelli Sciorry, a także w operze mydlanej ABC Tylko jedno życie (One Life to Live, 1989).
Pojawił się na scenie Off-Broadwayu w spektaklach AveNu Boys, Servy 'n' Bernice 4Ever i napisanym przez siebie monodramie Standing Eight Count w teatrze Naked Angels. Występował na scenie Broadwayu w spektaklach: Na nabrzeżach (On the Waterfront), Biloxi Blues, Bash: Latterday Plays z Calistą Flockhart i Paulem Ruddem i Śmierć komiwojażera (Death of a Salesman), a za rolę nominowano go do nagrody Tony.
Po udziale w komedii fantasy Zwariowany Fred (Drop Dead Fred, 1991) z Carrie Fisher i dramacie Zapach kobiety (Scent of a Woman, 1992) z Alem Pacino i Chrisem O’Donnellem, pojawił się w czarnej komedii Ostatnia wieczerza (The Last Supper, 1995) u boku Cameron Diaz i Marka Harmona.
W serialu NBC Ostry dyżur (ER, 1995–1996) zagrał postać Raya 'Shepa' Sheparda. Znalazł się w obsadzie dramatu kryminalnego Barry’ego Levinsona Uśpieni (Sleepers, 1996) z Robertem De Niro, Dustinem Hoffmanem, Bradem Pittem i Billym Crudupem. Wystąpił także w sitcomie Niegrzeczni faceci (Men behaving badly, 1996-97) jako Kevin Murphy, kinowym przeboju Dzień zagłady (Deep Impact, 1998) i telewizyjnym dramacie wojennym HBO w reżyserii Johna Irvina Gdy umilkną fanfary (When Trumpets Fade, 1998) w roli szeregowego Davida Manninga.
W latach 1991–2003 spotykał się z Julianną Margulies, z którą występował wspólnie w serialu Ostry dyżur i horrorze Statek widmo (Ghost Ship, 2002).

## Filmografia
| Rok     | Tytuł                                                                  | Rola                                 |
| ------- | ---------------------------------------------------------------------- | ------------------------------------ |
| 1989    | Prawdziwa miłość (True Love)                                           | Michael                              |
| 1989    | Tylko jedno życie (One Life to Live)                                   | Blade                                |
| 1991    | Zwariowany Fred (Drop Dead Fred)                                       | Mickey Bunce                         |
| 1992    | Jumpin’ Joe (TV)                                                       | Joe Dugan                            |
| 1992    | Arresting Behavior                                                     | oficer Donny Walsh                   |
| 1992    | Zapach kobiety (Scent of a Woman)                                      | oficer Gore                          |
| 1993    | Tribeca (serial TV)                                                    | Phil                                 |
| 1993–94 | Bakersfield P.D.                                                       | detektyw Wade Preston                |
| 1995    | Seksowny trzeci człowiek (Sex & the Other Man)                         | Bill Jameson                         |
| 1995    | Kolacja z arszenikiem (The Last Supper)                                | Pete                                 |
| 1995–96 | Ostry dyżur (ER)                                                       | ratownik medyczny Ray 'Shep' Shepard |
| 1996    | Bękart z Karoliny (Bastard Out of Carolina)                            | Glen Waddell                         |
| 1996    | Uśpieni (Sleepers)                                                     | John Reilly                          |
| 1996–97 | Niegrzeczni panowie (Men Behaving Badly)                               | Kevin Murphy                         |
| 1998    | Dzień zagłady (Deep Impact)                                            | Oren Monash                          |
| 1998    | Kiedy ucichną działa (When Trumpets Fade)                              | szeregowy David Manning              |
| 1999    | Homicide: Life on the Street                                           | Emmet Carey                          |
| 1999    | Delivered                                                              | Reed                                 |
| 1999    | Posłaniec (The Runner)                                                 | Edward Harrington                    |
| 1999    | Mystery, Alaska                                                        | Matt 'Skank' Marden                  |
| 2000    | Śmierć komiwojażera (Death of a Salesman)                              | Biff Loman                           |
| 2001    | Bash: Latter-Day Plays                                                 |                                      |
| 2001    | Helikopter w ogniu (Black Hawk Down)                                   | oficer Michael Durant                |
| 2002    | Zaczyna się od pocałunku (Just a Kiss)                                 | Dag                                  |
| 2002    | Statek widmo (Ghost Ship)                                              | Dodge                                |
| 2003    | Dom z piasku i mgły (House of Sand and Fog)                            | szeryf Lester Burdon                 |
| 2005    | Ojcowie i synowie (Fathers and Sons)                                   | Tom                                  |
| 2005    | Ślepa sprawiedliwość (Blind Justice)                                   | detektyw Jim Dunbar                  |
| 2006    | Kolor zbrodni (Freedomland)                                            | Danny Martin                         |
| 2006    | Diggers                                                                | Jack                                 |
| 2007    | Demons                                                                 | Gus                                  |
| 2007    | Martwy za życia (Already Dead)                                         | Thomas Archer                        |
| 2008    | The Tenth Circle (TV)                                                  | Daniel Stone                         |
| 2009    | Prawo i porządek: sekcja specjalna (Law & Order: Special Victims Unit) | Geno Parnell                         |
| 2011    | In Plain Sight                                                         | Carl Harris                          |
| 2011    | Super 8                                                                | Louis Dainard                        |
| 2011    | Techniczny (Roadie)                                                    | Jimmy Testagross                     |
| 2013    | Justified: Bez przebaczenia                                            | Colton „Colt” Rhodes                 |
| 2013    | Jobs                                                                   | Rod Holt                             |
| 2014    | Poker Night                                                            | Cunningham                           |